# 2-하이드록시-4-(메틸싸이오)뷰티르산
2-하이드록시-4-(메틸싸이오)뷰티르산(영어: 2-hydroxy-4-(methylthio)butyric acid)은 구조식이 CH3SCH2CH2CH(OH)CO2H인 유기 화합물이다. 2-하이드록시-4-(메틸싸이오)뷰티르산은 흰색 고체이다. 작용기 측면에서 보면 이 화합물은 α-하이드록시카복실산 및 싸이오에터이다. 이 화합물은 아민이 하이드록실기로 대체되어 있으며, 아미노산인 메티오닌과 구조적으로 관련되어 있다.
이 화합물은 메테인싸이올을 첨가한 후 사이아노하이드린을 형성하고 가수분해하여 아크롤레인으로부터 라세미 형태로 상업적으로 생산된다. 2-하이드록시-4-(메틸싸이오)뷰티르산은 동물 사료에서 메티오닌의 대체물로 사용된다.
자연적으로 이 화합물은 천연 다이메틸 황화물의 전구체인 3-다이메틸설포니오프로피오네이트 생합성의 중간생성물이기도 하다.

## 같이 보기
- 3-다이메틸설포니오프로피오네이트
- 싸이오에터